# Carlos Canales Anchorena
Carlos Fernando Canales Anchorena (Ayacucho, 18 de noviembre de 1961) es un abogado y político peruano. Es el actual alcalde del distrito de Miraflores, desde el 1 de enero del 2023. Siendo elegido en las elecciones municipales de 2022 para el periodo 2023 - 2026. Asimismo, fue presidente de la Cámara Nacional de Turismo en 2018, además de regidor de Lima en 2015.

## Biografía
Nació en la ciudad de Ayacucho, el 18 de noviembre de 1961.
Es egresado de la Universidad de San Martín de Porres, donde estudió la carrera de Derecho y terminó graduándose como abogado en 1992. Asimismo, cuenta con un estudio postgrado de Maestría y Defensa Nacional en el Centro de Altos Estudios Nacionales, ubicado en el distrito de Chorrillos.
Después, laboró como abogado en la Asesoría Legal Independiente en 1992, y como consultor en la Facultad de Ciencias de la Comunicación de la Universidad de San Martín de Porres (2008-2019). También fue docente en la Academia Diplomática del Perú y últimamente ejercía el cargo de presidente de la Cámara Nacional de Turismo (CANATUR), desde el 2018 hasta el 2022.

## Carrera política
Carlos Canales se incursiona en la política cuando se inscribe como candidato a regidor del distrito de Miraflores, por medio del movimiento fujimorista Vamos Vecino, en las elecciones municipales de 1998, sin embargo, no resultó elegido.

### Regidor de Lima
En las elecciones municipales del 2014, se integra al partido Solidaridad Nacional de Luis Castañeda Lossio, y postula como regidor del Municipio de Lima donde logra ser elegido para el periodo 2015 - 2018.

### Alcalde de Miraflores
Para las elecciones municipales del 2022, Canales fue anunciado por el líder del partido Renovación Popular, Rafael López Aliaga, como su candidato a la alcaldía del distrito de Miraflores. Luego de la contienda electoral, Canales es elegido como alcalde del distrito miraflorino, con el 37.609% de votos, para el periodo municipal 2023 - 2026.

## Controversias
Carlos Canales generó polémica desde el momento que anunció su candidatura. Meses antes de asumir el cargo, declaró en una entrevista radial que se debe “educar a las personas de los cerros” que acudan al distrito miraflorino y además del cobro de S/ 5.
Opositores a Canales, como Natalia Iguiñiz y Cecilia Jurado, denunciaron intentos de limitar el acceso a manifestaciones artísticas y culturales. En 2023, anunció el cierre temporal del museo Lugar de la Memoria, que coincidió con la presentación del informe anual sobre derechos humanos de Amnistía Internacional en el marco de la convulsión social. Además que convirtió a la sala Luis Miró Quesada Garland en un despacho para cobrar impuestos. Por otro lado, estableció restricciones en parques públicos, en donde se impidió el acceso en determinadas circunstancias comerciales, y limitó los permisos para construir nuevas obras mobiliarias.
En 2024, Canales acusó a Marco Sifuentes en un acto oficial de recibir dinero para publicar noticias con el supuesto objetivo de dañar su imagen, a causa de la filtración de información desde la página web del municipio. Días después, tuvo que pedir disculpas en público por sus comentarios inadecuados.
Actualmente vuelve a entrar en controversia al intentar derogar la ordenanza que protege a los edificios sostenibles e ir directamente en contra de los vecinos que tienen propiedades de valor patrimonial impidiéndoles vender los certificados que les permiten mantener y renovar sus predios.